# チッタコ・ファリア
チッタコ・ファリア（chhitako phariya）は、ネパールの女性が着る巻きスカートに似た民族衣装。
縦95センチ、横幅4メートルほどの一枚布でできており、吊り紐や腰紐などはつけずパトゥカ（patuka）という幅60センチ、長さ5メートル45センチほどの長い帯で固定する。
腰から足首を覆うほどの丈で、木綿のプリント地が多く模様は更紗風。

## 着装
布を右足のあたりから巻き始める。1周したところで、巻き始めと、その上に重なる部分の布を仮に手で押さえておく。外に出ているほうの布端から1メートルほどを残して、先ほど手で押さえた部分から10センチほどの襞を畳んでいく。
襞をそろえてから、最後に畳んだ部分が手前に来るように正面に折り押さえておく。襞にせず残しておいた部分を、上部に少しずつギャザーを寄せるようにしながら腰を一周させ、巻き納めを左腰に挟む。
つまり、裾は左腰から背中を通り右の腰、腹、左腰に戻るに従って徐々に短くなり、螺旋のラインを描く。
正面に襞を寄せたロングスカートの上に、裾を斜めに裁断した短いオーバースカートをはいたような外観になる。
ここにパトゥカという晒していない木綿の帯をぐるぐると巻いて固定していく。非常に長いパトゥカは、小物を挟んでおく簡易鞄としての機能や腰回りの防寒としての機能も兼ねている。そのため上衣のチョロが非常に薄く肌が透けるほどであっても、問題はない。
チョロは花模様を散らして刺繍された薄布でできた長袖の上衣で、腋に三角のマチがあり、高い左前の打ち合わせ襟がついている。
前身頃の襟のすぐ下（鎖骨の辺り）から鳩尾の上にかけては、「し」の字型にカーブを描いて切り取られており、カーブの始点と終点に通された紐を、袖の付け根と脇腹に取り付けられた紐と結んで留める。
最後に、カスト（khasto）という幅82センチ、長さ176センチほどの横縞模様の木綿のショールを肩にかける。

## 参考資料
- 田中千代『世界の民族衣装 装い方の知恵をさぐる』平凡社